# Dennis Berry
Dennis Berry född 21 augusti 1921 i London, död 21 juni 1994, var en engelsk musiker, kompositör och musikproducent.

## Filmmusik
- 1957 - Johan på Snippen tar hem spelet

## Filmografi roller
- 1983 - Scandalous
- 1978 - The Stud